# Чарторыйский, Владислав
Князь Владислав Чарторыйский (пол. Władysław Czartoryski; 3 июля 1828, Варшава — 23 июня 1894, Булонь-Бийанкур, пригород Парижа) — польский политический деятель в эмиграции, дипломатический эмиссар польского национального правительства с правительствами Франции, Англии, Италии, Швеции и Турции. После смерти отца фактический лидер консервативной верхушки польской эмиграции середины XIX века в Париже — (Hôtel Lambert).

## Биография

Литовская Погонь

Представитель княжеского рода Чарторыйских. Младший сын Адама Ежи Чарторыйского и Анны Софии Сапеги-Чарторыйской.
В 1863—1864 годы во время Польского восстания Жонд народовы назначил его своим главным дипломатическим агентом.
Владислав Чарторыйский был против союза народа Польши с революционными силами других европейских народов. Считал восстание ошибкой. Отстаивал точку зрения про ограничение действий польских повстанцев лишь вооружённой демонстрацией и ожиданием военного вмешательства западных держав и прилагал дипломатические усилия для получения военной помощи от них.
Был президентом польского историко-литературного общества в Париже.
Был дважды женат.
В браке, состоявшемся 1 марта 1855 года с первой женой — графиней ле Виста-Алегре Марией Ампаро Муньос, дочерью испанской королевы-регентши Марии Кристины Бурбон-Сицилийской, родился сын:
- Францишек Август Чарторыйский (Чарторыйский-Муньос) (1858—1893) — блаженный Римско-Католической Церкви, священник, монах.

15 января 1872 года Владислав Чарторыйский женился снова на Маргарите Аделаиде Орлеанской, дочери Луи Орлеанского, герцога Немурского, внучке французского короля Луи-Филиппа.
От этого брака родились сыновья:
- Адам Людвик Чарторыйский (1872—1937) — 1-й ординат Сенявы и 2-й ординат Голухува
- Витольд Казимир Чарторыйский (1876—1911), 1-й ординат Голухува

Умер в пригороде Парижа. Похоронен в семейном склепе в Сеняве.